# Guido von Cortona

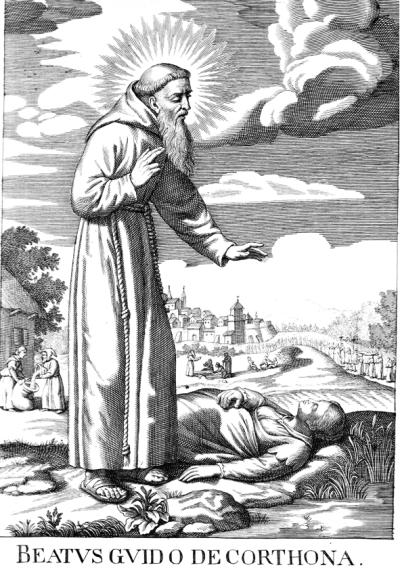
Guido von Cortona, Stich (17. Jahrhundert) mit der Darstellung einiger seiner Wundertaten und seines Leichenzugs, der sich Cortona nähert

Guido von Cortona, eigentlich Guido Pagnottelli (* 1187 in Cortona; † 1247 ebenda), war ein italienischer Franziskaner und einer der ersten Gefährten des heiligen Franz von Assisi. Er wird in der katholischen Kirche als Seliger verehrt; sein Gedenktag ist der 12. Juni.

## Leben
Guido entstammte einer wohlhabenden Cortoneser Familie. Als Franz von Assisi 1211 auf Predigtwanderung in die Stadt kam, nahm Guido ihn in seinem Haus auf und wurde von seiner Begeisterung angesteckt. Er verkaufte seinen Besitz zugunsten der Armenfürsorge und schloss sich der jungen franziskanischen Bewegung an. Er empfing das Ordensgewand und ließ sich mit einer kleinen Gemeinschaft in der Einsiedelei Le Celle bei Cortona nieder. Nach einer Vorbereitungszeit wurde er zum Priester geweiht. Franziskus schätzte ihn hoch und beauftragte ihn, auch in Assisi zu predigen. 1226 kam es zu einer letzten Begegnung der beiden, als Franziskus, todkrank auf dem Weg von Siena nach Assisi, in Le Celle Rast machte.

## Verehrung
Guido stand schon zu Lebzeiten im Ruf der Heiligkeit. Eine bald nach seinem Tod verfasste Biografie berichtet von zahlreichen Wundertaten. Seine Reliquien werden in der Kathedrale von Cortona aufbewahrt.